# Titanis
Titanis (do grego Titanis relativo aos Titãs da Grécia Antiga, devido ao grande tamanho da ave) era uma ave predadora não voadora que se pensa ter vivido num período entre 5 a 1,8 milhões de anos atrás na América do Norte e do sul. É o único membro do género e deve o seu nome ao coleccionador de holótipos Benjamin Waller.
Titanis fazia parte do grupo de aves gigante não voadoras de nome Phorusrhacidae, chamadas normalmente de aves do terror. Eram originárias da América do Sul e Titanis é o único membro do grupo que migrou para o Norte durante o Grande Intercâmbio Americano.

## Descrição
Media entre 1,4 e 2,5 m, pesando cerca de 150 kg, tendo grandes diferenças entre os sexos, talvez devido ao dimorfismo sexual.
Apesar da sua cabeça nunca ter sido encontrada, era provavelmente grande contendo um grande bico em forma de machado, tal como os seus parentes. As asas eram pequenas e incapazes de alçar voo. Em compensação, tinha um par de garras em cada asa e nos pés, às quais podia agarrar as presas e imobilizá-las.